# Valentin Stocker
Valentin Stocker (Lucerna, el 12 d'abril de 1989) és un exfutbolista suís que jugava com a migcampista esquerre. Va ser internacional amb la selecció Suïssa.